# Закаринье (Слободской район)
Закаринье — село в Слободском районе Кировской области. Является административным центром Закаринского сельского поселения.

## География
Находится на расстоянии примерно 23 км по прямой на юго-восток от районного центра города Слободской.

## История
Село известно с 1736 года как село Закаринское. В 1678 году село с 9 душами (мужского пола). В 1764 году в селе учтено 53 жителя. В 1873 году учтено дворов 4 и жителей 29, в 1905 6 и 15, в 1926 9 и 26, в 1950 28 и 86. В 1989 году проживало 495 человек. Каменная Богородицкая церковь построена была в 1873 году (ныне руинирована).

## Население
Постоянное население составляло 412 человек (русские 90 %) в 2002 году, 306 — в 2010.